# 1988년 삼성 라이온즈 시즌
1988년 삼성 라이온즈 시즌은 삼성 라이온즈가 KBO 리그에 참가한 7번째 시즌이다. 박영길 감독이 팀을 이끈 마지막 시즌으로, 장효조가 3년째 주장을 맡았다. 팀은 일본 규슈 노베오카에서 전지훈련을 실시했는데 초봄과 비슷한 쌀쌀한 날씨여서 도리어 부상선수가 속출하여 계획보다 빨리 귀국했다.
그 결과 5월 12일 롯데전에서 김시진이 타구에 오른손 부상을 당한 것으로 시작으로 류중일 이만수 허규옥 장효조 이종두 등의 연쇄 부상으로 이어져  전기리그 5위에 그쳤으나 후기리그 2위를 기록한 덕에 포스트시즌 진출에 실패한 롯데 자이언츠보다도 통합 승률이 낮았음에도 불구하고 포스트시즌에 진출했다. 
그러나, 방위병 2루수 김성래가 시즌 막판 당한 무릎부상, 잠수함 투수 김훈기가 허리고장으로 플레이오프에 불참한 탓인지 빙그레 이글스를 상대로 3전 3패를 기록해 탈락했으며 이 과정에서 박영길 감독이 플레이오프 패퇴 후 가진 기자회견 도중  성적부진을 선수 탓으로 돌리는 발언을 했고 이 말은  선수들의 집단항명 사태를 불렀으며 결국  박영길 감독은 임기를 1년 남겨두고  도중하차했다.
한편, 구단이  박영길 감독의 후임으로 정동진 수석코치를 낙점했으나 경험 부족 때문에 고사했고 이에 정동진 코치가 백인천 전 MBC 감독을 적극 추천했지만  구단 측의 반대로 무산됐으며 난항 끝에 정동진 코치가 감독으로 승격했다.
아울러, 전년도에는 1984년부터 김시진과 원투펀치를 이룬 좌완 김일융의 일본 복귀 -  1986년 13선발승을 기록한 좌완 성준의 방위복무 - 원년 개막전 선발투수 황규봉의 코치 승격으로 마운드가 부실해지자 김시진이 그 해(1987년) 팀내 많은 이닝(193.1이닝)을 소화했으나 해당 년도(1988년) 9선발승으로 추락했는데 5월 12일 대구 롯데전에서 유두열의 타구에 오른쪽 엄지손가락을 맞아 중상을 당해 한동안 결장했고 전년도 10선발승을 기록한 잠수함 투수 진동한이 방위복무 때문에 2승(모두 선발)으로 추락했으며 또다른 잠수함 투수 김훈기가 허리고장으로 플레이오프에 불참해 투수력에서 한계를 드러냈는데 그나마 김시진 외엔 믿을 만한 정통파 투수가 없었다.
상황이 이렇다 보니 삼성은 1987년 해태를 떠날 때부터 삼성 이적을 희망해 온 강만식 영입을 추진했으나 뜻대로 이뤄지지 않았고 강만식은 1989년 5월 13일이 되어서야 삼성 유니폼을 입을 수 있었는데 당시 삼성은 김시진과 맞바꿔 영입시킨 최동원이  트레이드 거부 의사를 밝힌 채 연봉 재계약을 차일피일 미루면서 훈련까지 불참하는 행보를 보이다 구단의 끈질긴 설득을 통하여 이 해 6월 23일 연봉 재계약을 마쳤지만 1승 2패에 그쳐 투수 확보에 비상이 걸린 상태였다.
하지만, 강만식은 삼성 이적 후 1989년 5경기 1패에 그쳐 이 해를 끝으로 은퇴했으며 삼성은 김시진이 1988년을 끝으로 팀을 떠난 뒤 1993년 김상엽(11선발승) 이전까지 유명선(1989년 12선발승)을 빼면 우완 정통파 투수가 두자릿수 선발승을 기록하지 못했고 그나마 삼성은  또다른 우완 정통파 투수이자 1985년 14선발승으로 커리어 유일 두자릿수 선발승을 기록한 원년 개막전 선발투수 황규봉이 1987년  코치로 승격했는데 사생활 문제 때문에  구단으로부터 미운털이 찍혔다.
이에 편송언 당시 구단 사장과 1988년 말 3년 계약으로 취임한 정동진 감독이  황규봉 코치의 2군행을 놓고 마찰을 빚었으며 이 과정에서 1986년 11월 26일부터 3년 계약을 맺었던 황규봉 코치가 1989년 시즌 후 전속계약 종료와 함께 외국 유학을 떠나면서 구단과 작별했고  그 이후 프로야구계와 인연을 끊었으며  정동진 감독은 앞서 본 것처럼 사생활 문제로 물의를 일으킨 황규봉 1군 투수코치의 2군행을 요구한 편송언 사장과 마찰을 빚은 것 외에도 1990년 한국시리즈의 패퇴 탓인지 계약기간을 1년 남겨둔 채 같은 해 시즌 후 해임됐다.

## 타이틀
- KBO 골든글러브: 김성래 (2루수)
- 올스타 선발: 이만수 (포수), 김성래 (2루수), 류중일 (유격수), 장효조 (외야수)
- 올스타전 추천선수: 성준, 김용국, 이종두
- 컴투스프로야구 80년대 삼성 라이온즈 라인업: 김성래 (2루수), 김용국 (3루수)
- 타자 WAR: 김성래 (5.56)
- 공격 WAR: 김성래 (5.82)
- 볼넷: 김성래 (58)
- 출루율: 김성래 (0.459)
- OPS: 김성래 (0.978)

## 선수단
- 선발투수 : 성준, 김시진, 진동한
- 구원투수 : 전용권, 이현택, 최진영, 박동경, 권기홍, 장태수 (1964년), 홍성연, 양일환
- 마무리투수 : 김성길, 김훈기, 권영호, 정윤수, 정용생
- 포수 : 이만수, 이성근, 손상득, 박정환
- 1루수 : 이종두
- 2루수 : 김성래, 김동재
- 유격수 : 오대석, 류중일
- 3루수 : 김용국
- 좌익수 : 장효조, 정성룡, 이홍식
- 중견수 : 장태수 (1957년), 허규옥
- 우익수 :  구윤, 김종갑, 김정수
- 지명타자 : 박승호, 홍승규, 최무영, 김선훈

## 여담
- 이만수는 KBO 포스트시즌 사상 처음으로 통산 100타수를 달성했다.
- 김시진은 KBO 포스트시즌 사상 최초로 통산 10 피2루타를 기록한 투수가 되었다.
- 팀은 플레이오프에서 스윕을 당했는데, 이는 KBO 리그 역대 최초의 플레이오프 스윕패다.
- 박영길 감독은 지난 시즌에 이어 이번 시즌에도 포스트시즌에서 팀의 스윕패를 막지 못하며 탈락한 후 다시는 포스트시즌에 진출하지 못했다. 결과적으로 감독 통산 포스트시즌 7전 7패를 기록하여 감독 통산 포스트시즌 승률 0.000인 감독들 중 포스트시즌 최다패 기록을 보유하고 있으며 박영길 감독은 플레이오프 패퇴 후 가진 기자회견 도중  성적부진을 선수 탓으로 돌리는 발언을 했고 이 말은  선수들의 집단항명 사태를 불렀으며 이 과정에서 박영길 감독이 임기를 1년 남겨두고[22]  도중하차했다.